# Giám mục hiệu tòa
Giám mục hiệu tòa, trong một số giáo hội Kitô giáo, là vị giám mục đứng đầu một giáo phận chỉ có trên danh nghĩa, thường là một thành phố cổ đã từng có tòa giám mục, nhưng vì lý do nào đó mà nay không còn.
Bởi theo định nghĩa chung, một giám mục là một chủ chăn của một cộng đồng tín hữu, vì vậy khi một linh mục được tấn phong lên làm giám mục thì ông sẽ nhận một giáo phận cụ thể để cai quản và đặt tòa giám mục của mình ở đó. Nhưng trên thực tế, số lượng giám mục nhiều hơn số lượng giáo phận trên thế giới nên những giám mục nào không có một địa phận cụ thể để cai quản thì ông sẽ nhận một nơi tượng trưng gọi là "hiệu tòa".
Các hiệu tòa này thường là tên các giáo hội cổ xưa chịu sự bách hại đạo sau khi bị chinh phục bởi những người không Kitô giáo, hoặc tên các giáo phận cũ không còn tồn tại vì đã sáp nhập hay chia tách. Vì thế, giám mục hiệu tòa được gọi là "giám mục trong phần đất dân ngoại" ("in partibus infidelium") và họ không có bất cứ quyền tài phán gì trong hiệu tòa của mình, nhưng chỉ hưởng danh dự của chức giám mục mà thôi.
Các giám mục phụ tá (phụ giúp cho giám mục chính tòa trong một giáo phận), hoặc giám mục làm công việc ngoại giao của Tòa Thánh, hoặc giám mục là viên chức trong Giáo triều Rôma hầu hết là các giám mục hiệu tòa.